# Oenopota inequita
Oenopota inequita är en snäckart som först beskrevs av Dall 1919.  Oenopota inequita ingår i släktet Oenopota och familjen kägelsnäckor. Inga underarter finns listade i Catalogue of Life.